# コマルカ・ド・コンダード
コマルカ・ド・コンダード（Comarca do Condado）はスペインガリシア州ポンテベドラ県のコマルカで、同県の南部に位置する。
モンダリス、モンダリス＝バルネアリオ、アス・ネベス、ポンテアレーアス、サルバテーラ・デ・ミーニョの5自治体によって構成される。
隣接するコマルカは、北から西がコマルカ・デ・ビーゴ、東がコマルカ・ダ・パラダンタ、西がコマルカ・ド・バイショ・ミーニョで、南はポルトガルと接している。
面積は341.0km²で、2010年の人口は43,135人（2007年：41,714人）。カスティーリャ語による表記はComarca del Condado（コマルカ・デル・コンダード）。

## 地理
| コマルカ・ド・コンダードの構成自治体（2010年）         |            |             |                    |
| 自治体                                                 | 人口（人） | 面積（km²） | 人口密度（人/km²） |
| モンダリス                                             | 5,200      | 85.1        | 61.1               |
| モンダリス＝バルネアリオ                               | 734        | 2.3         | 319.1              |
| アス・ネベス                                           | 4,429      | 65.5        | 67.6               |
| ポンテアレーアス                                       | 23,316     | 125.6       | 185.6              |
| サルバテーラ・デ・ミーニョ                             | 9,456      | 62.5        | 151.3              |
| 計                                                     | 43,135     | 341.0       | 126.5              |
| 出典: INE（スペイン国立統計局）、IGE（ガリシア統計局） |            |             |                    |